# 下施莱斯海姆
下施莱斯海姆（德語：Unterschleißheim，發音：[ʊntɐˈʃlaɪsˌhaɪm] ⓘ）是德国巴伐利亚州上巴伐利亚行政区慕尼黑县的城市，与上施莱斯海姆相邻，面积14.93平方千米，2023年12月31日人口为31,009人。